# La Tallada d'Empordà
La Tallada d'Empordà és un municipi de la comarca del Baix Empordà, anomenat simplement la Tallada fins al 1984.

## Geografia
- Llista de topònims de la Tallada d'Empordà (Orografia: muntanyes, serres, collades, indrets..; hidrografia: rius, fonts...; edificis: cases, masies, esglésies, etc).

| Entitat de població  | Habitants (2023) |
| la Tallada d'Empordà | 267              |
| Tor                  | 137              |
| Marenyà              | 37               |
| Canet de la Tallada  | 32               |
| Font: Idescat        |                  |

## Història
El nom de la «Tallada» pot derivar de l'àrab at-taliat 'la talaia', més el sufix llatí -ata. També es diu que pot procedir del mot tallada, que equivaldria a 'clap de terra per a conrear obtingut d'una tallada de bosc'.
El poble de la Tallada té el seu origen en l'antic castell de la Tallada, situat dins el comtat d'Empúries i documentat des del segle xi. La signatura, el 1079, d'«Umberti Iozberti de Talada» en instrument relatiu al castell d'«Angulariola» (Anglesola), però sobretot la d'«Umbertus de Taiata», el 1111, grafiada a l'instrument de definició i evacuació, que feu el comte de Cerdanya al de Barcelona, de certs castells, fan pensar que el llinatge de la Tallada ja s'allotjava en aquest sector empordanès.
Pocs anys després, el 17 d'agost de 1128, el nom d'«Umbertus de Taiada» figura en el pacte que Ramon Berenguer III, comte de Barcelona, imposa al comte d'Empúries Ponç II, obligant-lo a acceptar la prevalença, que havia combatut, de l'Església de Girona; es desprèn que «Umberti de Tayada» (tal com apareix al document) havia secundat el comte emporità, puix que l'escriptura estableix que faci conveni amb el comte barceloní i el fill d'aquest.
Fent un salt històric, no es tornen a tenir notícies fins a l'octubre de 1271, quan el comte d'Empúries Hug V vengué a la universitat de la parròquia d'Ullà, per 300 sous barcelonesos, totes les joves -obligació feudal- que els parroquians estaven obligats a satisfer-li per raó dels castells de Verges i la Tallada.
El 8 de maig de 1309, fou un dels castells que Ponç V atorgà com fermança matrimonial al seu fill Malgaulí, Ponç VI d'Empúries, pel seu casament en segones núpcies amb la princesa Elisabet de Sicília, filla il·legítima de Frederic II de Sicília. La posició econòmica dels comtes d'Empúries distava força en aquella època d'ésser sanejada, i Malgaulí, en morir el seu pare, va endegar millor els afers pecuniaris; per tal d'assolir-ho, va realitzar algunes vendes, entre les quals la del castell de la Tallada («Castrum de Talliata»), que fou adquirit per Francesc Otger. El febrer de 1316, Malgaulí decidí de vendre el bovatge que percebia de molts llocs per tal de recuperar les «vendiciones fecimus propter debita exsolvenda dicti patris nostri», en adonar-se de la utilitat dels castells traspassats, respecte al «Comitatus nostri». Segurament, doncs, el castell de la Tallada s'incorporà, de nou, a l'àmbit comtal.
El 28 d'agost de 1336, Berenguer Alegre, de Verges, batlle comtal del castell de La Tallada i ara també tutor i curador dels hereus del difunt Francesc Otger de Verges, cedeix la batllia de la Tallada a Berenguer Castelló per tal d'ocupar-se plenament de la tutoria.
En produir-se l'antagonisme del comte Joan I d'Empúries i el rei Pere el Cerimoniós, el comte emporità va confiar el castell de la Tallada, entre d'altres, al capità aventurer Bita (o Vita). El lliurament fou fet amb la prèvia declaració, per jurament, a l'altar major de l'església de Verges, que tant el capità com els seus oficials es comportarien tothora amb lleialtat i que cedirien les fortaleses si les hi demanava el comte, «e que no farien desonestat a les dones de son comtat».
D'aleshores data la fortificació que ens ha arribat de la Tallada. Tanmateix, el 16 de setembre de 1385, es rendí aquest castell al rei, ensems que Verges i Monells. El mateix dia, el rei Cerimoniós feu incorporació a la Corona del lloc de la Tallada.

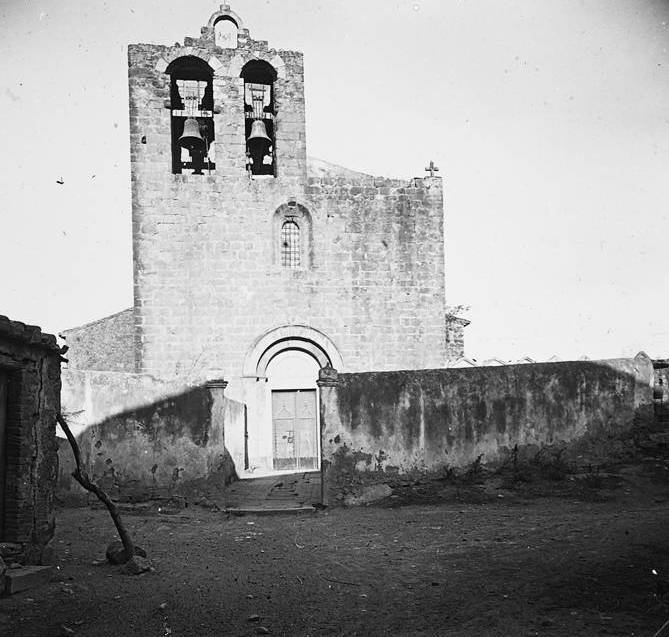
Església de santa maria el 1923

Com tot el comtat esmentat, l'any 1402 va quedar integrat a la baronia de Verges. El juny de 1418 hereta el lloc de la Tallada, juntament amb la resta de la baronia, el vescomte Dalmau VIII de Rocabertí, el qual encara disposa l'any 1454 en testar a favor del seu fill Martí Joan de Rocabertí. Durant la guerra contra Joan II, una i altra poblacions es rendiren simultàniament el novembre de 1466 a les forces de la reina i, per haver estat recobrades la Tallada i Verges tomaren a sotmetre's ensems a Joan II el juny de 1471. A la seva incorporació a la corona (1587), passa a formar part de la batllia reial de Verges.
En 1691, es feia esment de l'església parroquial de la Tallada com «Beate Marie Castri de la Tallada». Durant el segle xvii, «Tallada» figurava «del Rey», essent inclosa en la batllia que «diuse la Ballia de Verges», on també s'agrupaven els seus agregats actuals «Canet», «Marenya» i «Tor».
La Tallada era un ens local independent el 1800 (batllia de Verges), que el 1846 va incorporar al seu municipi els ens locals de Maranyà, de Canet de la Tallada i de Tor.
La Tallada forma amb Verges i Bellcaire una circumscripció natural.
Del castell se'n conserven encara importants panys de muralla i la major part de les torres de defensa del recinte. Al seu voltant, el poble va anar creixent a poc a poc de forma concèntrica fins a assolir l'actual configuració fa pocs anys.
Actualment les muralles i les torres han quedat integrades dins les cases particulars, les quals s'han anat adossant als murs per la part interior del primitiu recinte. Algunes de les cases conserven les llindes de les portes amb inscripcions dels segles XVII i XVIII, fet habitual en molts pobles de la comarca.
A part del recinte emmurallat, l'edifici més notable del nucli és l'església de Santa Maria, que originalment era la capella del castell. És una església romànica del segle XII-XIII (apareix citada els anys 1279 i 1280), d'una sola nau i absis semicircular. Al damunt de l'absis conserva una fortificació més moderna, una torre semblant a les que es solen trobar a moltes esglésies de l'Empordà.

## Festes i tradicions
Sant Galderic, festa del Patró dels Pagesos Catalans. La diada s'escau el diumenge més proper al 16 d'octubre. La Tallada d'Empordà va ser el primer municipi a recuperar aquesta tradició, l'any 1987.
A l'església parroquial de Santa Maria de La Tallada hi ha la imatge de Sant Galderic feta amb fusta de xiprer.
Els actes que se celebren són un ofici solemne on es porten ofrenes a Sant Galderic. Aquestes ofrenes són productes del camp, aviram, artesanies i quadres. Després es fa un dinar. Després de l'àpat es fa l'encant d'ofrenes que consisteix a subhastar els presents que s'han portat a l'ofici. A la tarda s'acaba la festa amb una audició de sardanes.

## Demografia
| 1497 | 1515 | 1553 | 1787 | 1887 | 1900 | 1920 | 1950 | 1970 | 2010 | 2024 |
| 78   | 91   | 90   | 323  | 478  | 489  | 500  | 601  | 510  | 435  | 478  |

## Llocs d'interès
- Restes del castell medieval de la Tallada.
- L'església parroquial de Santa Maria, fortificada amb una torre circular, és un notable exemplar dels segles xii-xiv.